# Ordre des Bahamas
L'ordre des Bahamas (en anglais : Order of the Bahamas) est un ordre honorifique bahaméen créé en 2016.

## Éligibilité
L'ordre des Bahamas peut être décerné à tout citoyen bahaméen qui s'est distingué de manière exceptionnelle aux Bahamas et qui a rendu des services distingués et exemplaires aux Bahamas.

## Organisation
L'ordre des Bahamas comporte trois grades : compagnon, officier et membre.
Un compagnon a le droit d'utiliser le titre de Très honorable, ainsi que les lettres post-nominales « CB » ; un officier se voit attribuer le titre d'honorable et peut également utiliser les lettres post-nominales « OB » ; un membre a quant à lui le droit d'utiliser les lettres post-nominales « MB ».

## Récipiendaires notables
- Janet Bostwick, ministre bahaméenne des Affaires étrangères de 1994 à 2002[2].
- Dame Doris Johnson, présidente du Sénat des Bahamas de 1973 à 1979 (à titre posthume)[2].
- Sir Durward Knowles, skipper bahaméen (à titre posthume)[3].